# Podrebar (Buzet)
 Podrebar   (olaszul: Sotto la Rupe) falu Horvátországban, Isztria megyében. Közigazgatásilag Buzethez tartozik.

## Fekvése
Az Isztriai-félsziget északi részének közepén, Pazintól 20 km-re északra, községközpontjától 4 km-re délnyugatra fekszik.

## Története
A régészeti leletek tanúsága szerint már az őskorban is laktak itt emberek, határában az újkőkorból származó félig földbeásott kunyhók nyomait és cserép maradványokat találtak.
A falunak 1857-ben 81, 1910-ben 107 lakosa volt. 2011-ben 12 lakosa volt.

## Lakosság
| Lakosság változása | Lakosság változása | Lakosság változása | Lakosság változása | Lakosság változása | Lakosság változása | Lakosság változása | Lakosság változása | Lakosság változása | Lakosság változása | Lakosság változása | Lakosság változása | Lakosság változása | Lakosság változása | Lakosság változása | Lakosság változása |
| ------------------ | ------------------ | ------------------ | ------------------ | ------------------ | ------------------ | ------------------ | ------------------ | ------------------ | ------------------ | ------------------ | ------------------ | ------------------ | ------------------ | ------------------ | ------------------ |
| 1857               | 1869               | 1880               | 1890               | 1900               | 1910               | 1921               | 1931               | 1948               | 1953               | 1961               | 1971               | 1981               | 1991               | 2001               | 2011               |
| 81                 | 88                 | 114                | 125                | 111                | 107                | 0                  | 0                  | 58                 | 55                 | 48                 | 47                 | 22                 | 18                 | 17                 | 12                 |